# Grand Concours littéraire de l'Université de Sherbrooke
Le Grand Concours littéraire de l'Université de Sherbrooke est un prix littéraire québécois annuel.
Avec l'objectif de valoriser l'art et la culture, l'Université de Sherbrooke (UdeS) a lancé le concours en 2015. Pour cette première édition, le concours est ouvert aux personnel actif et des étudiantes et étudiants, diplômées et diplômés ainsi que le personnel retraité de l'Université. Il s'adresse par la suite à une communauté élargie comprenant les étudiants du Cégep de Sherbrooke, du Collège Champlain (Lennoxville), du Séminaire de Sherbrooke et de l'Université Bishop's ainsi que les étudiants inscrits dans l'un des établissements collégiaux de Longueuil, soit le Cégep Édouard-Montpetit et le Collège Champlain (Saint-Lambert),. Les étudiants du Collègue Kiuna sont aussi invités à participer en 2019.
Les textes gagnants sont diffusés dans la revue littéraire Cavale et sur le site de l'Université.

## Prix remis
Le concours décerne plusieurs prix : 
- Le Grand Prix littéraire de l’UdeS
- Le Prix du Centre Anne-Hébert. Ce prix est destiné aux étudiantes et étudiants inscrits dans un programme de littérature à l'Université de Sherbrooke.
- Le Prix Joseph-Bonenfant. Ce prix est destiné aux étudiantes et étudiants des programmes autres que de littérature ainsi que des diplômées et diplômés de l'UdeS.
- Le Prix pour le personnel
- Le Prix partenaire. Ce prix est destiné aux étudiantes et étudiants des établissements d'enseignement supérieur de Sherbrooke. Il est décerné une fois en 2018.
- Le Prix dédié aux étudiantes et étudiants des institutions d'enseignement supérieur de Sherbrooke.
- Le Prix pour les étudiantes et étudiants au collégial de Longueuil. Ce prix est décerné une fois en 2017.

## Liste des lauréats

### Grand Prix littéraire
2015-2016 - Isabelle Huard, Le faisan, l'outarde et l'huître
2016-2017 - Catherine Ego, Toute la beauté du monde
2017-2018 - Catherine Ego, Et si gentiment
2018-2019 - Thomas Windisch, Fragments d'ébullition
2019-2020 - Alexandre Krzywonos, amère nature

### Prix du Centre Anne-Hébert
2015-2016 - Roxanne Landry, Le ressac de la vague
2016-2017 - Marie-Soleil Guèvremont, Hommes
2017-2018 - Emmanuelle Francoeur, Les rétines cathodiques
2018-2019 - Marie-Ève Ledoux, Quai en trois temps
2019-2020 - Geneviève Dansereau, Mena'sen

### Prix Joseph-Bonenfant
2015-2016 - Kayan Naghshi, Les miroirs ne réfléchissent pas
2016-2017 - Marianne Verville, Géologie des corps aviaires
2017-2018 - Caroline Dupré, Le lac
2018-2019 - Alexandre Krzywonos, Dans l’Ouest on serait mieux
2019-2020 - Éric Nicolas, Mamhlaobagac

### Prix pour le personnel
2015-2016 - Suzanne Pouliot, Un goût de papier, de colle et d'encre
2016-2017 - Christian Lachapelle, Tachyon
2017-2018 - Suzanne Pouliot, Nénies
2018-2019 - Sara Teinturier, Retrouvailles

### Prix partenaire
2017-2018 - Catherine Dufour, Sous mes yeux défilent
2018-2019 - Damien Bérubé, Le raquetteur des mers

### Prix dédié aux étudiantes et étudiants des institutions d'enseignement supérieur de Sherbrooke
2016-2017 - Kim Noël, L'arbre différent

### Prix pour les étudiantes et étudiants au collégial de Longueuil
2016-2017 - Maxime April, Triste est la vie des Mémoris!